# Idioma cheke holo
Cheke holo (también llamado Maringe o Mariŋe, A’ara, Holo, Kubonitu) es una lengua oceánica hablada en las Islas Salomón. Sus hablantes viven en la Isla de Santa Isabel.

## Fonológia
La fonología del Cheke Holo muestra algunas peculiaridades, compartidas con otras lenguas de Santa Isabel, como las oclusivas aspiradas y las sonorantes sordas. En cambio, el sistema de cinco vocales se ajusta al sistema prototípico del área oceánica (White, Kokhonigita y Pulomana (1988)). Boswell (2018, p. 16). tiene /x/ en lugar de /ɣʰ/.
|                     |                     | Labiales | Labiales | Alveolares | Alveolares | Palatales | Palatales | Velares | Velares | Glotales | Glotales |
| ------------------- | ------------------- | -------- | -------- | ---------- | ---------- | --------- | --------- | ------- | ------- | -------- | -------- |
| Nasale              | Nasale              | m̥        | m        | n̥          | n          | ɲ̊         | ɲ         | ŋ̊       | ŋ       |          |          |
| Oclusivas           | planas              | p        | b        | t          | d          | t͡ʃ        | d͡ʒ        | k       | ɡ       | ʔ        |          |
| Oclusivas           | Aspiradas           | pʰ       |          | tʰ         |            |           |           | kʰ      |         |          |          |
| Fricativas          | planas              | f        | v        | s          | z          |           |           |         | ɣ       | h        |          |
| Fricativas          | aspiradas           |          |          |            |            |           |           |         | ɣʰ      |          |          |
| Laterales           | Laterales           |          |          | l̥          | l          |           |           |         |         |          |          |
| Vibrantes múltiples | Vibrantes múltiples |          |          | r̥          | r          |           |           |         |         |          |          |

|          | Anteriores | Centrales | Posteriores |
| -------- | ---------- | --------- | ----------- |
| Cerrada  | i          |           | u           |
| Media    | e          |           | o           |
| Abiertas |            | a         |             |

## Morfosintaxis
Los verbos en Cheke Holo no están marcados ni para tiempo ni para persona, aunque pueden tener el prefijo -fa (un marcador causativo) y toman enclíticos. Entre los posibles clíticos se encuentran los pronombres de objeto directo, los marcadores de aspecto completivo -hi y 'hila, y el marcador de aspecto continuativo u.Boswell (2018)
La REDUPLICACIÓN se emplea comúnmente con raíces verbales para expresar iteración o intensificación y como dispositivo de cambio de valencia (de intransitivo a transitivo), aunque hay casos comprobados de reduplicación de adjetivos y (menos aún) de sustantivos.Boswell (2018). Son posibles diferentes tipos de reduplicaciones en Cheke Holo:
- Reduplicación completa
  - /vra/ 'saltar' > /vravra/ 'ser rápido para actuar'
- Reduplicación parcial (o regla de las blancas)
  - /bela/ 'plataforma de madera' > /beabela/ 'apilar leña'
- Reduplicación de sílabas
  - /nolo/ 'andar' > /nonolo/ 'ir a caminar'
  - /kmokhu/ 'Alto' > /kmokmohu/ 'continuar cesando'
  - /fruni/ 'cubrir' > /fufruni/ 'cubrir completamente' (cuando la segunda consonante de un grupo es /r/, se elimina en la sílaba duplicada)